# 택멸
택멸(擇滅, 산스크리트어: pratisajkhyā-nirodha, 팔리어: patisavkhā-nirodha) 또는 택멸무위(擇滅無爲)는 부파불교의 설일체유부의 5위 75법 가운데 허공(虛空) · 택멸(擇滅) · 비택멸(非擇滅)의 3무위(三無爲) 중의 하나이고, 또한 유식유가행파의 5위 100법 가운데 허공(虛空) · 택멸(擇滅) · 비택멸(非擇滅) · 부동(不動) · 상수멸(想受滅) · 진여(眞如)의 6무위(六無爲) 중의 하나이다.
택멸(擇滅)은 간택력(簡擇力)에 의해 획득되는 멸(滅, nirodha)을 뜻하는 택력소득멸(擇力所得滅)의 줄임말이다.
부파불교의 설일체유부과 대승불교의 유식유가행파에서는 모두, 택멸(擇滅)은 "모든 유루법(有漏法)의 계박(繫縛)을 떠난다"는 이계(離繫)의 뜻을 그 본질로 한다는 점에서는 의견이 일치하고 있다. 그러나, 설일체유부에서는 택멸(擇滅)을 실재하는 객관적 존재(법)로 파악한 반면, 유식유가행파에서는 택멸(擇滅)은 실재하는 객관적 존재가 아니며 법성(法性)의 특정한 상태 또는 모습을 가설적으로 칭한 것이라고 파악하였다.
택멸(擇滅)은 해탈(解脫) 또는 열반(涅槃)과 동의어이다. 부파불교의 설일체유부과 대승불교의 유식유가행파는 모두, 택멸 즉 열반이 무위에 속한 것으로 수행(무루 유위법, 무루혜의 간택력, 반야)에 의해 증득(證得)되는 것이지 유위의 원인에 의해 생겨나는 것, 즉 유위의 결과가 아니라고 본다.

## 정의

### 설일체유부
택멸(擇滅)은 간택력(簡擇力)에 의해 획득되는 멸(滅, nirodha)을 뜻하는 택력소득멸(擇力所得滅)의 줄임말이다. 간택력은 무루의 지혜[無漏智 또는 無漏慧]의 식별력을 뜻하는데, 택멸은 무루의 지혜가 4성제를 개별적으로 간택하여 이에 따라 획득되는 멸(滅)이다. 이러한 멸, 즉 택멸은 곧 무루의 지혜의 간택력을 사용하여 모든 유루법(有漏法)의 계박(繫縛)을 멀리 떠남으로써 성취되는 해탈(解脫)로, 곧 열반(涅槃)과 같은 말이다.
달리 말하면, 택멸(擇滅)은 성문(聲聞)의 제자가 지혜를 사용하여 간택함으로써 견(見) · 사(思)의 계박을 멀리 떠나서 적멸한 참된 공[眞空]의 이치를 증득하는 것을 말한다.
설일체유부는 5위 75법의 법체계의 75법 각각을 모두 개별적 실체라고 보았으므로, 75법에 속한 택멸(擇滅) 또한 하나의 실체라고 보았다.

### 유식유가행파
유식유가행파에 따르면 택멸(擇滅) 또는 택멸무위(擇滅無爲)는 장애를 바르게 끊는다[正斷]는 뜻에서 지어진 명칭이다. 택멸(擇滅)은 이계(離繫), 즉 계박을 떠난다는 뜻으로, 모든 유루법(有漏法)의 계박을 떠나서 진리(眞理)가 현현되는 것이다.
3무위(三無爲) 각각을 개별적 실체로 파악한 설일체유부와는 달리 유식유가행파에서는 6무위(六無爲) 각각이 모두 실재하는 객관적 존재가 아니라고 보았다. 즉, 법성(法性), 즉, 공(空)과 무아(無我)에 의지하여 나타나는 진여(眞如)를 식(識)의 전변에 의지하여 가설적으로 여섯 가지로 나누어 세운 것이라고 하였다.

## 참고 문헌
- 운허.  동국역경원 편집, 편집. 《불교 사전》. |title=에 외부 링크가 있음 (도움말)
- 세친 지음, 현장 한역, 권오민 번역. 《아비달마구사론》. 한글대장경 검색시스템 - 전자불전연구소 / 동국역경원. |title=에 외부 링크가 있음 (도움말)
- (중국어) 星雲. 《佛光大辭典(불광대사전)》 3판. |title=에 외부 링크가 있음 (도움말)